# Corydoras araguaiaensis
Corydoras araguaiaensis é um peixe tropical de água doce pertencente à subfamília Corydoradinae e à família Callichthyidae. É conhecido popularmente como coridora.
A espécie foi descrita em 1990 e seu estado de conservação é pouco preocupante.
C. araguaiaensis é uma das três espécies de Corydoras encontradas na bacia do rio Araguaia.

## Etimologia e nomenclatura
O nome do gênero, Corydoras, vem do grego, kory = capacete, doras = pele. O epíteto específico é uma homenagem ao rio Araguaia, onde foi coletado.
Com o crescente interesse pelo grupo, foi criado o Código-C para identificar comercialmente as espécies de Corydoradinae. Neste catálogo, o peixe identificado pelo código C45 foi identificado como C. araguaiaensis.
Em 2016, um estudo levantou a possibilidade do nome "Corydoras araguaiaensis" se referir a um complexo de espécies.

## Biologia
O tamanho dos peixes é de 3,5 cm de comprimento segundo algumas fontes, e 5,5 cm em machos e 6,0 cm em fêmeas segundo outras fontes.
Ocorrem em águas com pH entre 6,0 a 8,0, com dureza da água entre 2 a 25 dGH e temperatura entre 22° C e 26° C.

De acordo com trabalho por J. Müller ainda não publicado, possui respiração aérea facultativa.